# Instrumentos de tortura do Brasil escravocrata

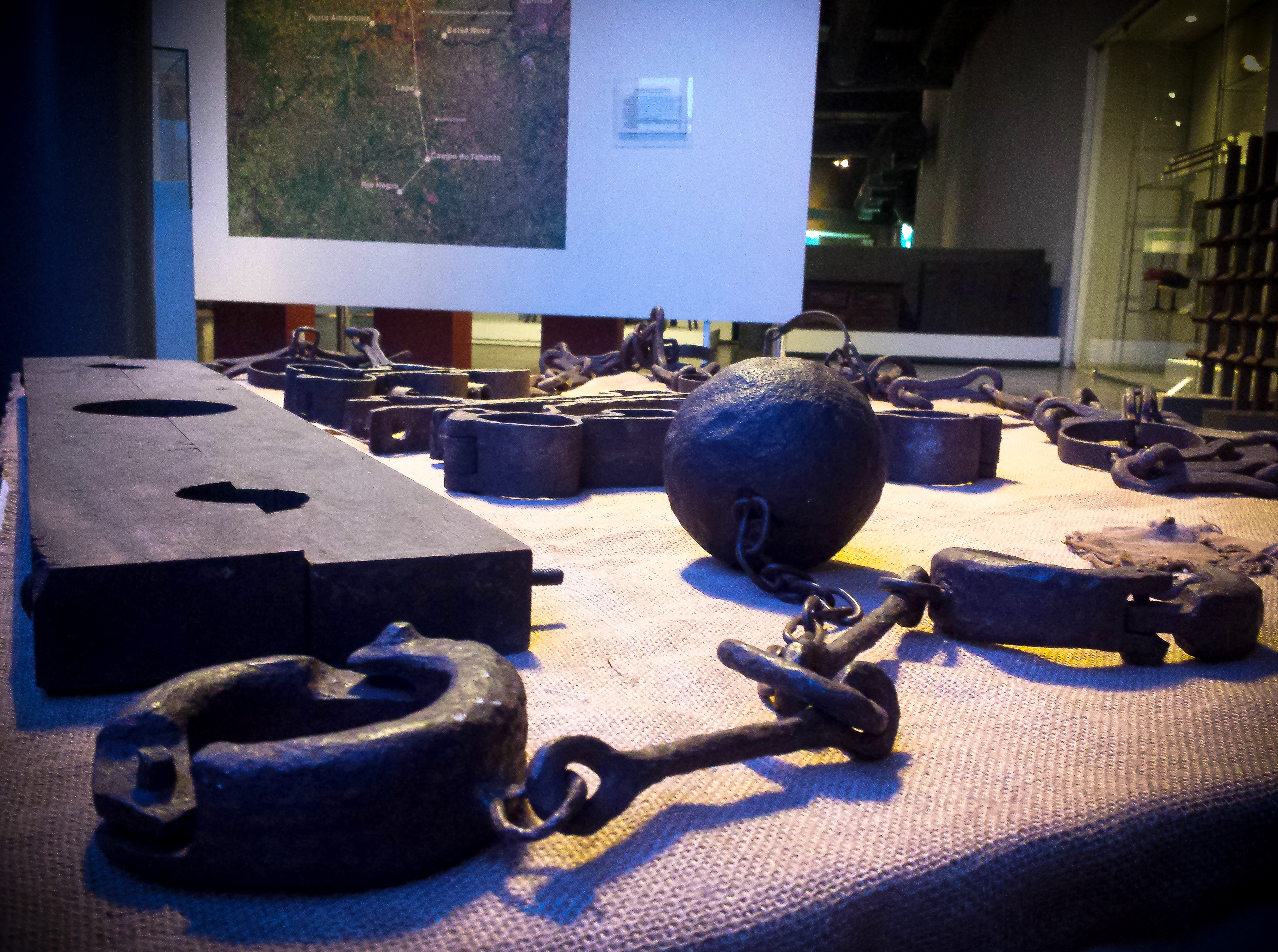
Instrumentos de tortura usados no século XIX na América escravocrata

Diversas ferramentas foram utilizadas no período de escravidão no Brasil como instrumentos de manutenção da violência. Além disso, suas funções iam desde a imobilização de membros até a deformação do corpo, alternando o uso ora para controle de fuga, ora para demonstração de domínio e condicionamento mental de submissão.

## Imobilização da cabeça
Alguns dos instrumentos de tortura tinham o intuito de imobilizar a cabeça, dentre eles eram utilizados as gargalheiras, as golilhas e o libambo, por exemplo.
Aos cativos que tivessem um comportamento reprobatório, eram atribuídas gargalheiras prendidas ao pescoço. O objeto possuía um corpo de ferro fundido, com arcos unidos por elos alongados e arredondados nas partes externas para prender o pescoço do cativo, além de orifícios para amarrá-lo ao próprio corpo ou a outros escravos em momentos de deslocamento. Essa peça tinha como objetivo manter os escravos intitulados como indolentes, contidos e submissos.

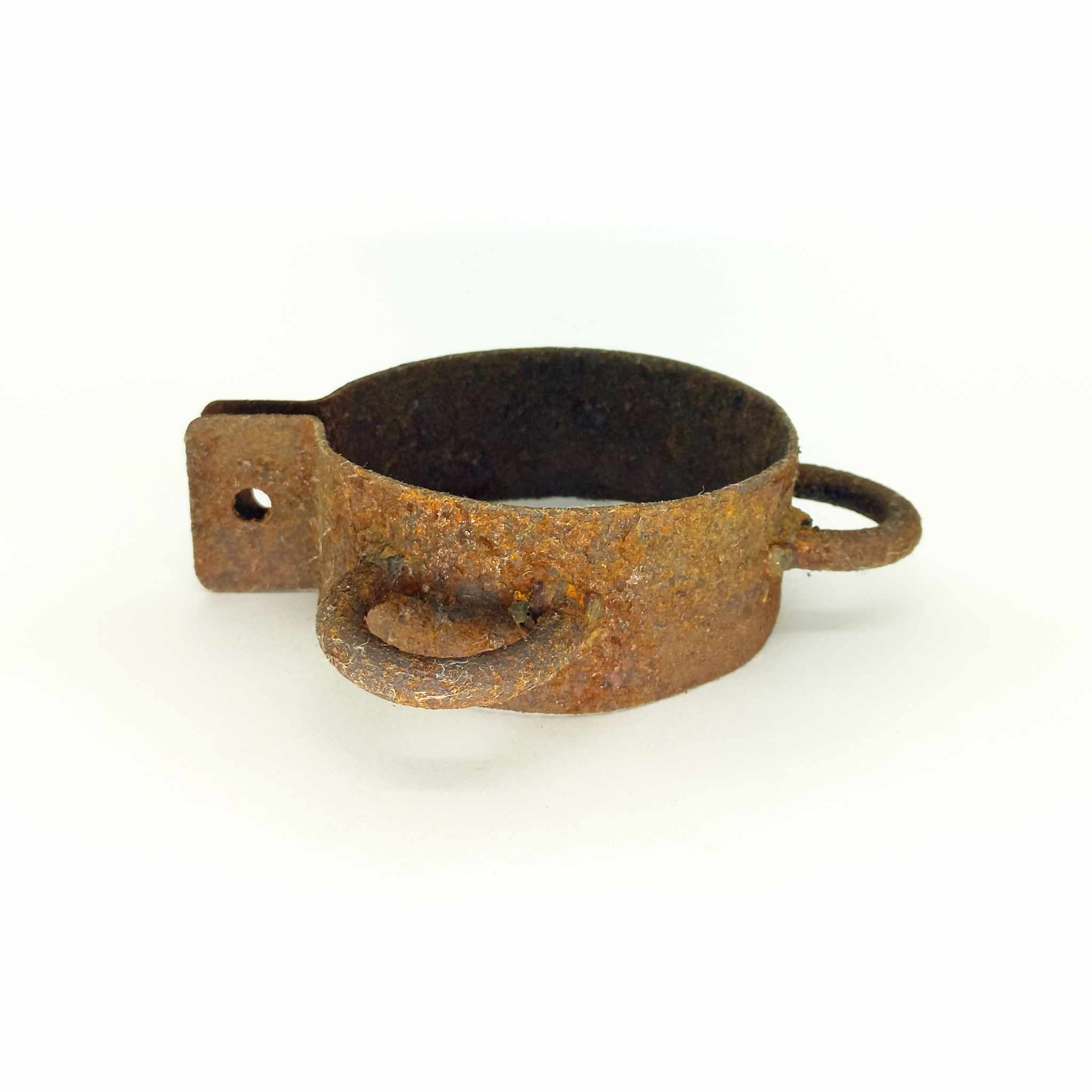
Réplica de Gargalheira

Com o mesmo propósito das gargalheiras, além de também ser um artefato de captura e punição, haviam as golilhas. Constituída por duas tábuas que se uniam por uma abertura para o pescoço, o castigado podia ficar suspenso por correntes e mantido acima do solo pelos pés.
Ao passo que frear as tentativas frequentes de fuga dos escravos era uma necessidade presente durante o período – o libambo – uma ferramenta de contenção, foi amplamente utilizado. A peça de ferro era presa no pescoço do escravo, de onde saía uma haste longa que ultrapassava a cabeça da vítima. As pontas do libambo possuíam duas variações e ambas visavam denunciar a localização do cativo em caso de fuga: bifurcações retorcidas para que, em caso de escapada pela mata, se prendessem em galhos, ou um chocalho na ponta da haste visando denunciar a presença e a localização do cativo.

## Imobilização de membros superiores e inferiores
Instrumentos de tortura de ferro nas partes inferiores dos cativos dificultavam a locomoção e consequentemente possíveis fugas. Tais objetos também poderiam ser acoplados nas mãos dos escravos dependendo da punição a ser aplicada. Objetos como algemas, machos e peias eram usados ora nos pés, ora nas mãos. O vira-mundo, por outro lado, prendia simultaneamente os pés e os pulsos para imobilizar o cativo, constituindo-se de um corpo de ferro com dois círculos, um maior e outro menor em cada extremidade..

## Deformação do corpo

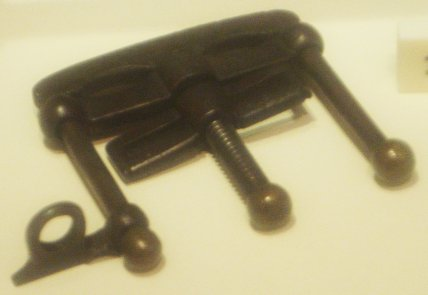
Exemplo de Anjinho escocês

Muito além de tortura física como punição e tormento, os proprietários mutilavam os cativos como forma de dominação. Com isso, utilizavam ferro em brasa para a deformação do corpo do escravo, como o corte de um pedaço da orelha, ou ferramentas para criar identificação. Por exemplo, ao utilizar um ferrete – uma haste de madeira com cerca de 30 cm ligada a uma peça de metal no formato de iniciais ou símbolos – o senhor indicava o cativo como propriedade, facilitando a localização em caso de fuga, além de um domínio psicológico de pertencimento. Geralmente era aplicado no peito, braço ou até mesmo no rosto.
Outra forma de deformar o corpo do escravo, ao tratá-lo como um animal, era a utilização dos Anjinhos. Estes eram anéis de ferros presos nos polegares da vítima e compressos gradualmente por um parafuso ou chave. Apesar de tal instrumento ser criado na Europa Medieval como forma de fazer criminosos confessarem seus crimes, na escravidão brasileira era utilizada com o intuito de tormento e tortura, quase sempre em conjunto com outros instrumentos durante uma sessão de punição ou até mesmo em práticas comuns ao sadismo.